# Carl Christian Christensen
Carl Christian Christensen (født 25. oktober 1860 i Sønderup ved Slagelse, død 23. januar 1935 i Roskilde) var en dansk geograf og skolemand.
Han tog skolelærereksamen fra Skaarup Seminarium i 1880, blev der efter student 1883 og tog 1892 skoleembedseksamen i naturhistorie og geografi og med klimatologi som speciale. Efter allerede i mange år at have virket som lærer ved københavnske latinskoler, blev han i 1896 ansat ved Roskilde Katedralskole. Som skolemand er C. C. Christensen bekendt for sine i sin tid glimrende geografiske lærebøger og landkort til skolebrug. Særlig må nævnes hans »Større Geografi for Latin- og Realskoler« (1900). Sammen med Martin Vahl skrev han »Danmarks Land og Folk« (1903). Hans vigtigste litterære arbejde var imidlertid den af ham (først sammen med Holger Lassen, der efter alene) udgivne geografiske monografi »Europa« (1895-1902) i 3 bind, hvoraf han selv havde forfattet en betydelig del.

## Forfatterskab og kort
- C. C. Christensen og Holger Lassen (red.): Europa. (1895-1902)
- C. C. Christensen: Større Geografi for Latin- og Realskoler. (1900)
- C. C. Christensen og Martin Vahl: Danmarks Land og Folk. (1903)
- C. C. Christensen: Geografi for Realklassen og Gymnasiet I. (Gyldendalske Boghandel. Nordisk Forlag 1907)
- C. C. Christensen og A. M. R. Krogsgaard: Atlas for Mellemskolen og højere Skoler. (Gyldendalske Boghandel. Nordisk Forlag, København 1908)
- C. C. Christensen og- A. M. R. Krogsgaard: Fysisk Kort over Europa. (Brinkmann og Richter, Kjøbenhavn 1909).
- C. C. Christensen og A. M. R. Krogsgaard: Højdekort over Danmark. 1:310,000. (Gyldendalske Boghandel 1920).
- C. C. Christensen og A. M. R. Krogsgaard: Statskort over Danmark. 1:310,000. (Gyldendalske Boghandel 1920).